# Morti nel 1278
| Questa pagina contiene informazioni ricavate automaticamente dalle voci biografiche con l'ausilio del template Bio e di un bot. L'aggiornamento è periodico e automatico e ricostruisce completamente la pagina. Se manca una persona in questa lista, sei pregato di non aggiungerla, ma accertati piuttosto che la sua voce biografica contenga il template Bio e che i dati anagrafici siano correttamente compilati. Se il template Bio manca, inseriscilo tu stesso o, in alternativa, metti l'avviso {{tmp\|Bio}} che ne segnala la mancanza. Se i dati riportati sono sbagliati, correggi direttamente la voce biografica; le modifiche saranno visibili in questa lista entro pochi giorni. Per chiarimenti vedi il progetto biografie. La lista contiene solo le 14 persone che sono citate nell'enciclopedia e per le quali è stato implementato correttamente il template Bio. Pagina aggiornata al 18 mag 2025. |

- 3 gennaio - Ladislao II Kán, nobile ungherese
- 17 marzo - Guglielmo IV, conte di Jülich, conte
- 27 aprile - Zita di Lucca, santa italiana (n. 1218)
- 1º maggio - Guglielmo II di Villehardouin, principe
- 30 giugno - Pierre de la Broce, francese (n. 1230)
- 1º agosto - Enrico Borwin III, principe
- 16 agosto - Napoleone della Torre, condottiero e sovrano italiano
- 26 agosto - Ottocaro II di Boemia, re boemo
- 13 novembre - Barnim I di Pomerania, nobile
- Al-Nawawi, giurista (n. 1234)
- Jean Britaud, nobile, condottiero e politico francese
- Peire Cardenal, trovatore francese (n. 1180)
- Boleslao II di Slesia, duca
- Giovanni da Varignana, anatomista e medico italiano